# Emilia Wilmowicz
Emilia Wilmowicz – polska biolog, doktor habilitowany nauk biologicznych.

## Życiorys
W 2004 r. ukończyła studia biologiczne, w 2008 r. obroniła pracę doktorską pt. Rola kwasu abscysynowego w fotoperiodycznej indukcji kwitnienia Pharbitis nil., której promotorem był prof. Jan Kopcewicz, w 2015 r. habilitowała się na podstawie pracy zatytułowanej Interakcje hormonów roślinnych w regulacji indukcji kwitnienia modelowej rośliny dnia krótkiego Ipomoea nil.
Pracuje na Uniwersytecie Mikołaja Kopernika w Toruniu.